# Юстарис — Валле-де-Нив и Нивель
Юстари́с — Валле́-де-Нив и Ниве́ль (фр. Ustaritz-Vallées de Nive et Nivelle) — кантон во Франции, находится в регионе Аквитания, департамент Атлантические Пиренеи. Входит в состав округа Байонна.
Код INSEE кантона — 6426. Всего в кантон Юстарис — Валле-де-Нив и Нивель входит 9 коммун, центральный офис расположен в Юстарисе.

## История
Кантон был образован декретом от 25 февраля 2014 года, который вступил в силу 22 марта 2015 года. В состав новообразованного кантона вошли коммуны упразднённых кантонов Юстарис (6 коммун), Эспелет (2 коммуны) и Сен-Жан-де-Люз (1 коммуна).

## Коммуны кантона
| Коммуна           | Население, чел. (2010) | Почтовый индекс | Код INSEE |
| ----------------- | ---------------------- | --------------- | --------- |
| Арбон             | 2034                   | 64210           | 64035     |
| Арканг            | 3111                   | 64200           | 64038     |
| Аскен             | 4001                   | 64310           | 64065     |
| Аэц               | 1809                   | 64210           | 64009     |
| Басюсарри         | 2405                   | 64200           | 64100     |
| Сар               | 2508                   | 64310           | 64504     |
| Сен-Пе-сюр-Нивель | 5707                   | 64310           | 64495     |
| Юстарис           | 6184                   | 64480           | 64547     |
| Эноа              | 683                    | 64250           | 64014     |